# Kansas Pacific Railway

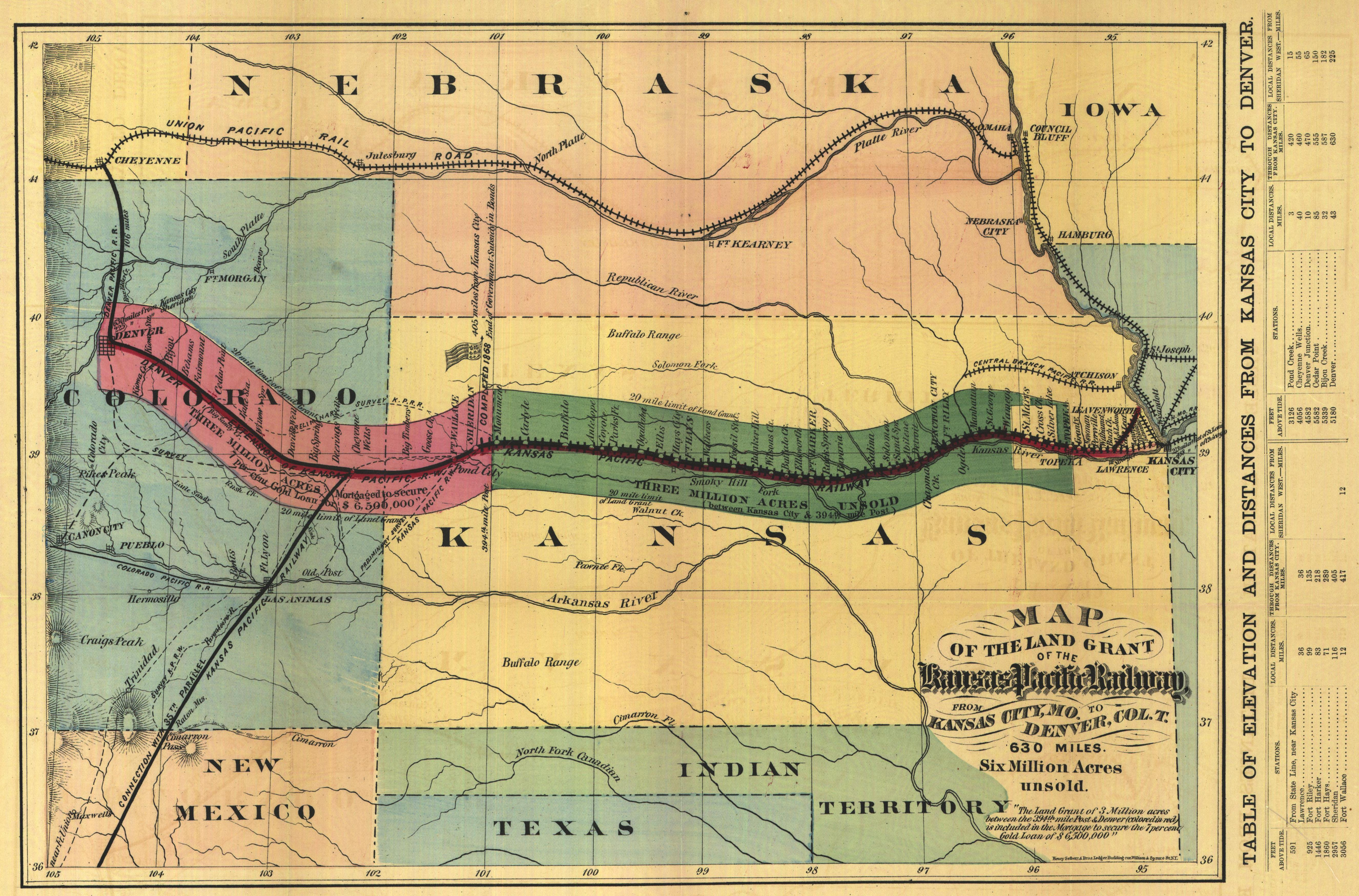
A Kansas Pacific Railway fővonala egy 1869-es térképen. A vonal mentén a megvastagított rész a telepesek számára rendelkezésre álló földtámogatások kiterjedését jelzi. A térkép készítésekor a vonal csak Kansas nyugati részéig terjedt (zölddel jelölt szakasz). A Coloradói Területre való kiterjesztés (piros színű szakasz) a következő évben fejeződött be.

A Kansas Pacific Railway (KP) egy történelmi vasúttársaság volt, amely az Amerikai Egyesült Államok nyugati részén működött a 19. század végén. Szövetségi alapítású vasút volt, amelyet állami földtámogatással támogattak. Abban az időben, amikor az első transzkontinentális vasútvonalat a Central Pacific Railroad és a Union Pacific építette, megpróbálta, hogy csatlakozzon a transzkontinentális vasútvonalhoz, de elbukott. Eredetileg a "Union Pacific, Eastern Division" nevet viselte, bár teljesen független volt. A Pennsylvania Railroad, Missouri pénzembereivel együttműködve, a transzkontinentális rendszer betétvonalának tervezte. A tulajdonosok erősen lobbiztak Washingtonban, hogy pénzt kapjanak a Kansas Citytől Coloradóig, majd Kaliforniáig tartó vasútvonal megépítéséhez. A Coloradótól nyugatra történő továbbhaladásra nem sikerült támogatást szerezni. Az 1870-es években Kansas államban az első távolsági vonalak közül sokat üzemeltetett, kiterjesztve az országos vasúthálózatot nyugat felé az államon keresztül Coloradóba. A fővonala biztosította a fő közlekedési útvonalat, amely megnyitotta a középső síkságok megtelepedését, és a Kansas City és Denver közötti összeköttetés az utolsó láncszemet jelentette a parttól a tengerpartig tartó vasúthálózatban 1870-ben. A vasúttársaságot 1880-ban összevonták a Union Pacific társasággal, és fővonala ma is szerves részét képezi a Union Pacific hálózatának.

## Története
A Kansas Pacific 1855-ben Leavenworth, Pawnee és Western Railroad néven indult, majd 1863-ban Union Pacific Eastern Division néven szervezték újjá. Az UP Eastern-t az Egyesült Államok Kongresszusa engedélyezte a Pacific Railway Act részeként, hogy a Union Pacific mellett létrehozzák az első transzkontinentális vasútvonal második déli ágát. A "Kansas Pacific" nevet csak 1869-ben fogadták el. A vasút eredeti szándéka az volt, hogy a kansasi Kansas Citytől nyugatra, Kansas államon keresztül Fort Riley-ig, majd északra, a nebraskai Fort Kearny-nél csatlakozik a Union Pacific fővonalához. A vonal megépítését részben az amerikai kormányzat azon vágya motiválta, hogy kiterjessze a közlekedési útvonalakat Kansasba, amely már az amerikai polgárháború (1861-1865) kitörése előtt is folyamatos konfliktusok színhelye volt a leendő Unió és a Konföderáció szimpatizánsai között. Lásd: Bleeding Kansas.
A társaság 1863 szeptemberében kezdte meg a Kansas Citytől nyugatra vezető fővonal építését. 1864-ben a Lawrence-ig tartó vonal első 40 mérföldes (64 km) szakasza már üzemben volt. 1866 őszére a vonal elérte Junction Cityt, amely a vasút első részlegének a végpontja lett, és ahol egy fűtőház épült. 1867-ben a vonal elérte Salinát. 1869 márciusában az Egyesült Államok kongresszusa törvényben Kansas Pacificre változtatta a nevét. A Union Pacific-hez hasonlóan a Pacific Railway Act a vasútvonal mentén a fővonal mentén nagy földtámogatásokat engedélyezett a vasútnak. Ezeket a támogatásokat a telepesek között kellett szétosztani, akik benépesítették volna a vasút melletti földeket, új városokat hozva létre, és biztosítva a vasút fenntartásához szükséges gazdasági tevékenységet. Az építkezés során William F. "Buffalo Bill" Cody-t alkalmazták, hogy bölényeket lőjön, hogy húst biztosítson a pályaépítő személyzet számára.
Bár a vasút eredetileg csak Fort Riley-ig akart nyugatra építeni, a Colorado Territoryban található Denver lakói, akik nagyon szerettek volna csatlakozni az országos hálózathoz, hevesen lobbiztak azért, hogy a Union Pacific vonalait meghosszabbítsák a városukig. 1868-ban az amerikai kongresszus törvényt hozott, amelyet Andrew Johnson elnök írt alá, hogy a vonal második szakaszát a Sziklás-hegységig meghosszabbítsák, azzal a szándékkal, hogy Denver mellett a Sziklás-hegységen át a Pacific-vonalig folytassák, hogy versenyezzenek a Union Pacific fővonalával. Az építkezéshez azonban nem biztosítottak forrásokat, amit az amerikai polgárháború végét követő, a vasúti beruházások általános összeomlása még súlyosabbá tett.
Német befektetők támogatásával a Kansas Pacific (KP) 1869 októberében kezdte meg a Colorado meghosszabbításának építését. 1870 márciusára a nyugati vonal elérte a coloradói Kit Carsont, és a vállalat Denvertől kelet felé kezdett építkezni. 1870. augusztus 15-én a két KP-ág találkozott a Colorado keleti síkságán, a Comanche Crossingnál, amelyet a Kansas Pacific egyik mérnökének tiszteletére Strasburgnak neveztek át.
Az első vonatok augusztusi Denverbe érkezése két hónappal azután történt, hogy 1870 júniusában elkészült a Denver Pacific Railway fővonala, amely összekötötte Denvert és a Union Pacificet Cheyenne-nél, a Nebraska Területen. A Kansas Pacific és a Denver Pacific vonalak a denveri "Jersey Junction"-nél keresztezték egymást, körülbelül három mérföldre északra a belvárostól. A Kansas Pacific 1870. augusztus 15-i strasburgi "síncsatlakozása" valójában az Egyesült Államok parttól partig tartó vasúthálózatának valódi befejezését jelentette. Az előző évben Utahban történt Utolsó sínszeg eseménye jelentette a Union Pacific és a Central Pacific vasútvonal összekapcsolását, de 1872-ig a Union Pacific utasainak az iowai Council Bluffs és a nebraskai Omaha között le kellett szállniuk, hogy hajóval keljenek át a Missouri folyón.

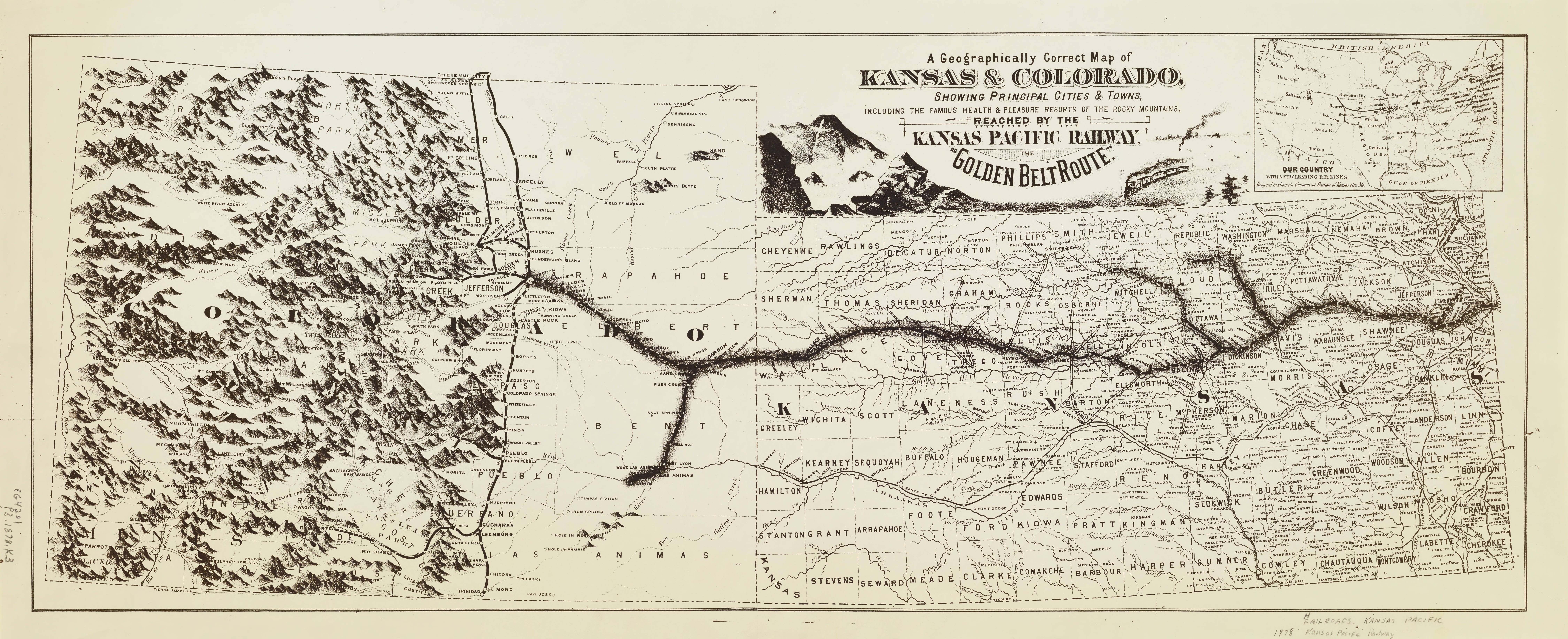
Egy 1878-as térkép, amely a vasútvonal mentén fekvő főbb városokat és településeket mutatja.

1874-ben a Union Pacific befektetője, Jay Gould megszerezte a Kansas Pacific tényleges irányítását. 1880-ban Gould irányításával a vasúttársaságot összevonták a Union Pacific és a Denver Pacific társaságokkal, és az új vasúttársaság a Union Pacific nevet vette fel. Az új társaság azon szándékát, hogy meghosszabbítsa a régi Kansas Pacific fővonalat a Sziklás-hegységen keresztül, erősítette a fő rivális, a Chicago, Burlington and Quincy által támasztott újbóli verseny. Az 1880-as évek elején a Union Pacific több expedícióra is küldött földmérőket a Platte-kanyonba és a Poudre-kanyonba. Amikor azonban a Burlington visszavonta a saját transzkontinentális vonalára vonatkozó terveit, a Union Pacific elvesztette érdeklődését a Denvertől nyugatra vezető vonal meghosszabbítása iránt. Csak 1934-ben, a Denver and Salt Lake Railroad vasúttársaság vonalát a Denver and Rio Grande Western fővonalával összekötő Dotsero Cutoff befejezésével sikerült elérni, hogy a Denverből nyugatra vezető vasútvonal átkelt a Sziklás-hegységen és elérte Salt Lake Cityt.
1885-ben a vasút a Legfelsőbb Bíróság elé került a Kansas Pacific R. Co. kontra Dunmeyer ügyben a földtulajdonjogokkal kapcsolatos vitában.